# Павлоградська загальноосвітня школа № 17
Павлогра́дська загальноосві́тня школа I—III ступені́в № 17 — україномовний навчальний заклад І-III ступенів акредитації у місті Павлоград Дніпропетровської області.

## Загальні дані
Павлоградська загальноосвітня школа I—III ступенів № 17 розташована за адресою: вул. вул. Центральна, 71, місто Павлоград (Дніпропетровська область) — 51400, Україна.
Директор закладу — Феоктістова Вікторія Віталіївна, спеціаліст вищої категорії, вчитель-методист.
Мова викладання — українська.

## Історія
1 вересня 1966 року на вулиці Карла Маркса в районі Міськгілки відкрилася школа № 17, побудована за типовим проєктом 2-02-964у. Першим директором був Ситенко Леонід Митрофанович, а його заступниками - Стусь Юрій Семенович і Мельникова Юлія Михайлівна. В 1967 році відбувся перший випуск. Школу закінчили 32 учні.
За період свого існування школа виховала більше ніж 3000 чоловік, з яких 103-отримали золоті та срібні медалі.

## Сучасність
У цей час у школі працюють 36 вчителів, з яких троє мають почесну грамоту МОН України, четверо є відмінниками освіти України, майже кожен нагороджений почесною грамотою відділу освіти, двоє вчителів мають звання «Старший вчитель», шестеро - «Вчитель-методист».
В 1999 р. директором стала Феоктістова Вікторія Віталіївна, завучами - Старченко Наталя Михайлівна та Бобкова Алла Олександрівна, які керують школою і зараз.
Учні школи є слухачами МАН, учасниками: Міжнародного математичного конкурсу “Кенгуру”, гри-конкурсу з українознавства “Патріот”, переможцями міських конкурсів юних поетів та читців. Школа славиться неодноразовими перемогами своєї команди дружини юних пожежників (ДЮП), існування якої стало однією з традицій школи. Також як і існування у школі хору та єдиного в місті Павлоград ансамблю "Ложкарі", засновником та керівником якого була Невечеря Любов Вадимівна. 